# Campionati del mondo di ciclismo su pista 2017 - Keirin maschile
La gara di keirin maschile ai Campionati del mondo di ciclismo su pista 2017 si è svolta il 13 aprile 2017.

## Risultati

### Primo turno
Si qualificano per il secondo turno i primi due atleti di ogni batteria, gli altri si qualificano per i ripescaggi.

#### Batteria 1
| Posizione | Atleta           | Nazione       | Gap    | Note |
| --------- | ---------------- | ------------- | ------ | ---- |
| 1         | Matthew Glaetzer | Australia     |        | Q    |
| 2         | François Pervis  | Francia       | +0.113 | Q    |
| 3         | Lewis Oliva      | Regno Unito   | +0.206 |      |
| 4         | Joachim Eilers   | Germania      | +0.234 |      |
| 5         | Hugo Barrette    | Canada        | +0.298 |      |
| 6         | Zac Williams     | Nuova Zelanda | +0.307 |      |
| 7         | Santiago Ramírez | Colombia      | +0.373 |      |

#### Batteria 2
| Posizione | Atleta              | Nazione       | Gap    | Note |
| --------- | ------------------- | ------------- | ------ | ---- |
| 1         | Eddie Dawkins       | Nuova Zelanda |        | Q    |
| 2         | Tomáš Bábek         | Rep. Ceca     | +0.059 | Q    |
| 3         | Kang Shih Feng      | Taipei cinese | +0.117 |      |
| 4         | Maximilian Dornbach | Germania      | +0.155 |      |
| 5         | Tomoyuki Kawabata   | Giappone      | +0.234 |      |
| 6         | Francesco Ceci      | Italia        | +0.443 |      |
| 7         | Vasilijus Lendel    | Lituania      | +0.468 |      |

#### Batteria 3
| Posizione | Atleta            | Nazione           | Gap    | Note |
| --------- | ----------------- | ----------------- | ------ | ---- |
| 1         | Fabián Puerta     | Colombia          |        | Q    |
| 2         | Azizulhasni Awang | Malaysia          | +0.041 | Q    |
| 3         | Yuta Wakimoto     | Giappone          | +0.118 |      |
| 4         | Kwesi Browne      | Trinidad e Tobago | +0.179 |      |
| 5         | Quentin Lafargue  | Francia           | +0.207 |      |
| 6         | Sergii Omelchenko | Azerbaigian       | +0.346 |      |
| 7         | David Sojka       | Rep. Ceca         | +0.507 |      |

#### Batteria 4
| Posizione | Atleta           | Nazione       | Gap    | Note |
| --------- | ---------------- | ------------- | ------ | ---- |
| 1         | Sam Webster      | Nuova Zelanda |        | Q    |
| 2         | Joseph Truman    | Regno Unito   | +0.092 | Q    |
| 3         | Muhammad Sahrom  | Malaysia      | +0.096 |      |
| 4         | Andriy Vynokurov | Ucraina       | +0.205 |      |
| 5         | Marc Jurczyk     | Germania      | +0.238 |      |
| 6         | Pavel Kelemen    | Rep. Ceca     | +0.316 |      |
| 7         | Yudai Nitta      | Giappone      | +0.403 |      |

### Ripescaggio
Il vincitore di ogni batteria si qualifica per il secondo turno.

#### Batteria 1
| Posizione | Atleta           | Nazione     | Gap    | Note |
| --------- | ---------------- | ----------- | ------ | ---- |
| 1         | Andriy Vynokurov | Ucraina     |        | Q    |
| 2         | Quentin Lafargue | Francia     |        |      |
| 3         | Santiago Ramírez | Colombia    | +0.047 |      |
| 4         | Lewis Oliva      | Regno Unito | +0.103 |      |
| 5         | Francesco Ceci   | Italia      | +0.174 |      |

#### Batteria 2
| Posizione | Atleta            | Nazione       | Gap    | Note |
| --------- | ----------------- | ------------- | ------ | ---- |
| 1         | Marc Jurczyk      | Germania      |        | Q    |
| 2         | Tomoyuki Kawabata | Giappone      | +0.117 |      |
| 3         | Zac Williams      | Nuova Zelanda | +0.168 |      |
| 4         | Kang Shih Feng    | Taipei cinese | +0.208 |      |
| 5         | David Sojka       | Rep. Ceca     | +0.572 |      |

#### Batteria 3
| Posizione | Atleta              | Nazione           | Gap    | Note |
| --------- | ------------------- | ----------------- | ------ | ---- |
| 1         | Pavel Kelemen       | Rep. Ceca         |        | Q    |
| 2         | Maximilian Dornbach | Germania          | +0.083 |      |
| 3         | Kwesi Browne        | Trinidad e Tobago | +0.105 |      |
| 4         | Hugo Barrette       | Canada            | +0.123 |      |
| 5         | Yuta Wakimoto       | Giappone          | +0.276 |      |

#### Batteria 4
| Posizione | Atleta            | Nazione     | Gap    | Note |
| --------- | ----------------- | ----------- | ------ | ---- |
| 1         | Joachim Eilers    | Germania    |        | Q    |
| 2         | Muhammad Sahrom   | Malaysia    | +0.061 |      |
| 3         | Sergii Omelchenko | Azerbaigian | +0.164 |      |
| 4         | Vasilijus Lendel  | Lituania    | +0.527 |      |
| 5         | Yudai Nitta       | Giappone    | +0.981 |      |

### Secondo turno
Si qualificano per la finale i primi tre atleti di ogni batteria, gli altri si qualificano per la finale di consolazione.

#### Batteria 1
| Posizione | Atleta            | Nazione       | Gap    | Note |
| --------- | ----------------- | ------------- | ------ | ---- |
| 1         | Matthew Glaetzer  | Australia     |        | Q    |
| 2         | Tomáš Bábek       | Rep. Ceca     | +0.156 | Q    |
| 3         | Azizulhasni Awang | Malaysia      | +0.172 | Q    |
| 4         | Sam Webster       | Nuova Zelanda | +0.376 |      |
| 5         | Andriy Vynokurov  | Ucraina       | +0.509 |      |
| 6         | Joachim Eilers    | Germania      |        | REL  |

#### Batteria 2
| Posizione | Atleta          | Nazione       | Gap    | Note |
| --------- | --------------- | ------------- | ------ | ---- |
| 1         | Fabián Puerta   | Colombia      |        | Q    |
| 2         | Marc Jurczyk    | Germania      | +0.082 | Q    |
| 3         | Pavel Kelemen   | Rep. Ceca     | +0.130 | Q    |
| 4         | Eddie Dawkins   | Nuova Zelanda | +0.164 |      |
| 5         | Joseph Truman   | Regno Unito   | +1.226 |      |
| 6         | François Pervis | Francia       |        | REL  |

### Finale di consolazione
| Posizione | Atleta           | Nazione       | Gap    | Note |
| --------- | ---------------- | ------------- | ------ | ---- |
| 7         | Joachim Eilers   | Germania      |        |      |
| 8         | Joseph Truman    | Regno Unito   | +0.066 |      |
| 9         | Andriy Vynokurov | Ucraina       | +0.126 |      |
| 10        | François Pervis  | Francia       | +0.267 |      |
| 11        | Sam Webster      | Nuova Zelanda | +0.368 |      |
| 12        | Eddie Dawkins    | Nuova Zelanda | +1.676 |      |

### Finale
| Posizione | Atleta            | Nazione   | Gap    | Note |
| --------- | ----------------- | --------- | ------ | ---- |
| 1         | Azizulhasni Awang | Malaysia  |        |      |
| 2         | Fabián Puerta     | Colombia  | +0.382 |      |
| 3         | Tomáš Bábek       | Rep. Ceca | +0.417 |      |
| 4         | Matthew Glaetzer  | Australia | +0.473 |      |
| 5         | Pavel Kelemen     | Rep. Ceca | +0.590 |      |
| 6         | Marc Jurczyk      | Germania  | +0.663 |      |